# مصيدة (سباكة)
مصيدة مائية أو مصيدة الماء (Plumbing Trap)(كوع رائحة) مصطلح يستخدم في أعمال السباكة والانابيب المائية التي تخدم المنشأت السكنية (تحديداً في تصريف المياه المستهلكة),وتقع ضمن منظومة الأنابيب، وهو عبارة عن انبوب ملتوي بشكل الحروف الأنجليزية S أو U أو J. اخترعت مصيدة المياه بشكل حرف S من قبل ألكسندر كومنز (Alexander Cummings) عام 1775 م.
الهدف من احداث هذا الالتواء هو صيد كمية من الماء تكفي لتشكيل حاجز مائي يمنع ارتداد الغازات والروائح الكريهة والخطيرة مع خط خروج المياه (المستهلكة عادتاً).
لاحقاً اخترعت مصيدة المياه بشكل حرف U من قِبل تومس كريبر (Thomas Crapper) عام 1888م. والذي يتميز عن مصيدة المياه بشكل حرف S, بعدم إمكانية انسداده (غالباً ماتحدث مع مصيدة حرف S). مما يعني عدم احتياجها لثقب تفريغ طارئ في حالة الانسداد.

مصيدة مائية على شكل حرف P

الشكل الأكثر استخدام في المنازل، عبارة عن دمج انبوب ملتوي بزاوية مقدارها 90 درجة، مضاف للمصيدة المائية بشكل حرف U، يشكلان معاً شكل حرف P يوصف غالباًعند العامة ب(كوع مغسلة)أو(مصيدة مغسلة) .لأنه غالباً ما يوضع تحت المغسلة.
هذه المصائد لا تحتجز الماء بصورة دائمة (إلا إذا سُدت)، ولكنها تمرر القليل منه بعد كل استعمل ولكنها تُحافظ دائماً على كمية معينة (إذا رُكبت بالشكل الصحيح) ,وذلك لتحافظ على منع رجوع الروائح داخل الأماكن المسكونة.
أن التجهيزات الصحية والتي تشمل المغاسل، والمراحيض، واحواض الاستحمام، تحوي غالباً على أحد أنواع هذه المصائد، اما بصورة داخلية أو خارجية.
كذلك بسبب وجودها غالباً في أماكن منخفضة (تحت المغسلة),فأنها تعمل كمصيدة للإشياء التي تقع (من غير قصد) ,مثل المجوهرات والأشياء الصغيرة مانعتا ً اياها من التعمق أكثر في منظومة الانابيب، الذي معه قد يصعب إخراجها هذه الأشياء.
المصائد المائية غالباً ما تجمع الشعر والرمل والأشياء الأخرى التي قد تلحق الضرر بمنظومة الانابيب المنزلية (كالانسدد مثلا ً).بالأضافة لمنعها الأشياء كبيرة الحجم من المرور فيها.
المصائد المائية بشكل عام هي اداة وقائية متعددة الأوجه والمهام وهي قد تتضمن الية معينة لتجميعها، أو فكها، أو مميزات أخرى لتنظيفها مستقبلاً.

## ألبوم الصور

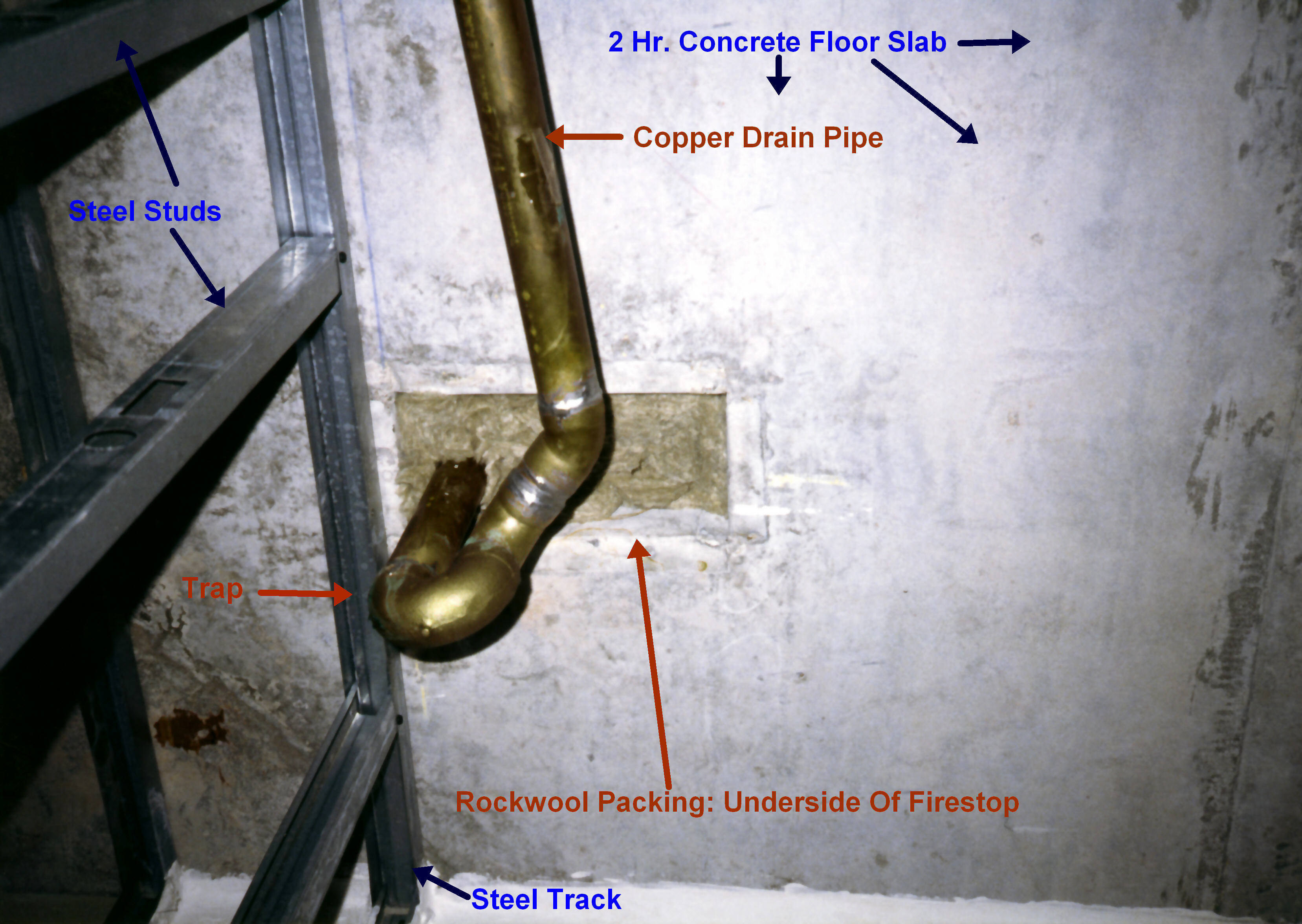
Trap with نحاس drain أنبوب at underside of firestop packing in 2 hour خرسانة floor slab

## وصلات خارجية
Elbow Trap" @Everything2.com
 Illustrated guide to different water traps for different applications